# William Quantrill

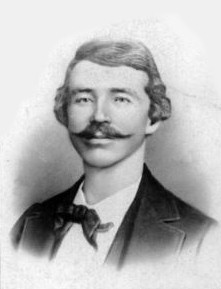
William Quantrill.

William Clark Quantrill (Dover (Ohio), 31 juli 1837 - Louisville (Kentucky), 6 juni 1865) was een Amerikaanse vrijschutter die vocht aan de kant van de Geconfedereerde Staten van Amerika tijdens de Amerikaanse Burgeroorlog.

## Jeugd
Zijn ouders waren Thomas Quantrill, afkomstig uit Maryland, en Caroline Clark, afkomstig uit Pennsylvania. William was amper zeventien toen zijn vader aan tuberculose stierf.
William groeide op in een familie met duidelijke sympathie voor de Zuidelijken. Hij werkte een aantal jaren als onderwijzer, eerst in Dover, daarna werkte hij achtereenvolgens in Illinois, Indiana en Utah. Tijdens deze tocht ruilde hij het beroep van onderwijzer in voor een leven als beroepsgokker. In 1859 verhuisde hij echter naar Lawrence in Kansas, waar hij zijn beroep van onderwijzer terug opnam. Kort daarna vluchtte hij naar Missouri, omdat hij beschuldigd werd van moord.

## Huwelijk
Tijdens de burgeroorlog ontmoette William de 14-jarige Sarah King op de boerderij van haar ouders in Blue Springs, Missouri. Niet veel later zijn ze getrouwd. Sarah zou samen met Quantrill en zijn mannen optrekken. Op het ogenblik van zijn overlijden was ze 17 jaar.

## Vrijschutter

### Begin
Toen de burgeroorlog uitbrak, sloot William zich aan bij de Missouri State Guards. Maar zijn hekel aan discipline zorgde ervoor dat hij verkoos niet in het leger te blijven, maar in 1861 een vrijschuttersbende op te richten. Zodoende behoorde hij tot de Bushwhackers. 

In het begin telde zijn groep niet meer dan een tiental mannen die vanuit Missouri aanvallen pleegde in Kansas. Hun activiteiten beperkten zich voornamelijk tot het overvallen van Noordelijke soldaten waarbij ook burgers niet werden ontzien. Bij gelegenheid vochten ze ook met de zogenaamde Jayhawkers, Noordelijke milities die vanuit Kansas doelen aanviel in Missouri.

De Noordelijken beschouwden Quantrill als een outlaw, hoewel hij bij de Zuidelijken beschouwd werd als kapitein. Toen het Noordelijke leger bevel kreeg om alle vrijschutters zonder vorm van proces neer te schieten, deed William Quantrill hetzelfde met de Noordelijke krijgsgevangenen die hij in handen kreeg. Hij stond al snel bekend als meedogenloos en wreed.

### Slachtpartij in Lawrence
Quantrill is vooral berucht voor de slachtpartij in Lawrence, Kansas op 21 augustus 1863. Lawrence was de thuisbasis van Noordelijk senator James Lane en werd daarom beschouwd als een bastion van de politieke krachten die tegen de slavernij waren.
In de weken die aan de overval voorafgingen, had generaal Thomas Ewing jr. het bevel gegeven om burgers op te pakken die verdacht werden van hulp aan de bende van Quantrill. Verschillende familieleden, voornamelijk vrouwen, van de bendeleden werden opgesloten in een gevangenis in Kansas City. Op 14 augustus stortte dit gebouw in, waardoor een aantal gevangenen de dood vonden en anderen verminkt werden. De aanhangers van Quantrill geloofden dat de instorting bewust was uitgelokt en zonnen op wraak.
In de vroege ochtend van 21 augustus, vielen Quantrill en zijn bende, waarvan het aantal geschat werd tussen de 200 en de 450, Lawrence binnen. Senator Lane was hun eerste doel, maar kon ontsnappen. Hierop koelden de bendeleden hun woede op de burgers van Lawrence. Ongeveer 200 mannen en jongens werden het huis uitgesleurd en voor de ogen van hun familie neergeschoten. Huizen werden in brand gestoken en de plaatselijke bank beroofd. Rond 9 uur verliet Quantrill's bende het stadje Lawrence. Deze overval werd beschouwd als een van de gruwelijkste uitspattingen van de Amerikaanse burgeroorlog.
De weerwraak van de Noordelijken zou niet lang op zich laten wachten. Op 25 augustus kwam generaal Ewing met een order om een hele streek te ontvolken. Duizenden burgers werden gedwongen hun huizen te verlaten. Daarna trokken de Noordelijke soldaten de streek binnen om gebouwen, velden en akkers plat te branden om zo de vrijschutters van hun thuisbasis en bijbehorend voedsel te beroven. De vernietiging werd zo goed uitgevoerd, dat men achteraf sprak van het verbrande district (Burnt District). Quantrill en de zijnen ontsnapten naar Texas en brachten daar de winter door met het geregelde Zuidelijke leger.

## Einde
In Texas werd de bende van Quantrill van 400 mannen opgedeeld in kleinere eenheden. Een van die bendes werd geleid door een voormalig luitenant, William T. Anderson, ook bekend als Bloody Bill. Een andere bekende bende was de James-Younger bende met de befaamde Frank James, Jesse James, Cole en Jim Younger onder haar leden.
In 1865 leidde Quantrill een reeks overvallen in Kentucky aan het hoofd van enkele tientallen mannen. Op 10 mei viel Quantrill echter in een hinderlaag van de Noordelijken en werd neergeschoten. Hij stierf aan de schotwond op 6 juni 1865, op 27-jarige leeftijd.

## Trivia
- Quantrill is een album van De Blauwbloezen, waarin William Quantrill figureert.
- Quantrill figureert tevens in enkele stripalbums uit de serie 'De jonge jaren van Blueberry'.
- Hij verschijnt als figuur ook in de film Ride with the Devil van Ang Lee.